# Selva del Congo
La selva del Congo és un bosc humit tropical que s'estén per la plana de la conca del riu Congo i els seus afluents a l'Àfrica central.
El bosc del Congo abasta una enorme regió d'Àfrica central, que inclou els estats de: República Democràtica del Congo, República del Congo, Gabon, Guinea Equatorial (zona del Mbini), el sud-est de Camerun i el sud de la República Centreafricana.
Al nord i sud d'aquesta selva, la transició cap al bosc sec de sabana d'Àfrica es compon de boscs secs, sabanes i prades. Cap a l'oest, també hi ha transició als baixos boscs costaners de Guinea Equatorial, que s'estenen des de l'oest de Gabon i Camerun, al sud de Nigèria i Benín. La selva del Congo i els boscs de la costa de Guinea comparteixen moltes semblances. Cap a l'est, la transició als boscs d'alta muntanya de la falla Albertina, que és una cadena de muntanyes que formen el Rift d'Àfrica oriental, limiten la selva per l'est.
La selva del Congo es considera una ecoregió de conservació prioritària, segons la llista Global 200 publicada per WWF.
La selva tropical del Congo és el segon bosc tropical més gran del món, abasta 700.000 km² en sis estats, i conté una quarta part dels boscs tropicals que resten al món.

## Clima
El clima n'és tropical plujós, amb temperatures suaus tot l'any perquè és en l'equador. Les precipitacions anuals mitjanes són de 1.800 mm.
Es caracteritza pel sòl fangós i per ser una regió extremament humida: la temperatura té una mitjana de 30 °C, i la mínima n'és d'uns 21 °C. Durant l'època de pluja el nivell de l'aigua pot arribar a 1 m de fondària.

## Flora

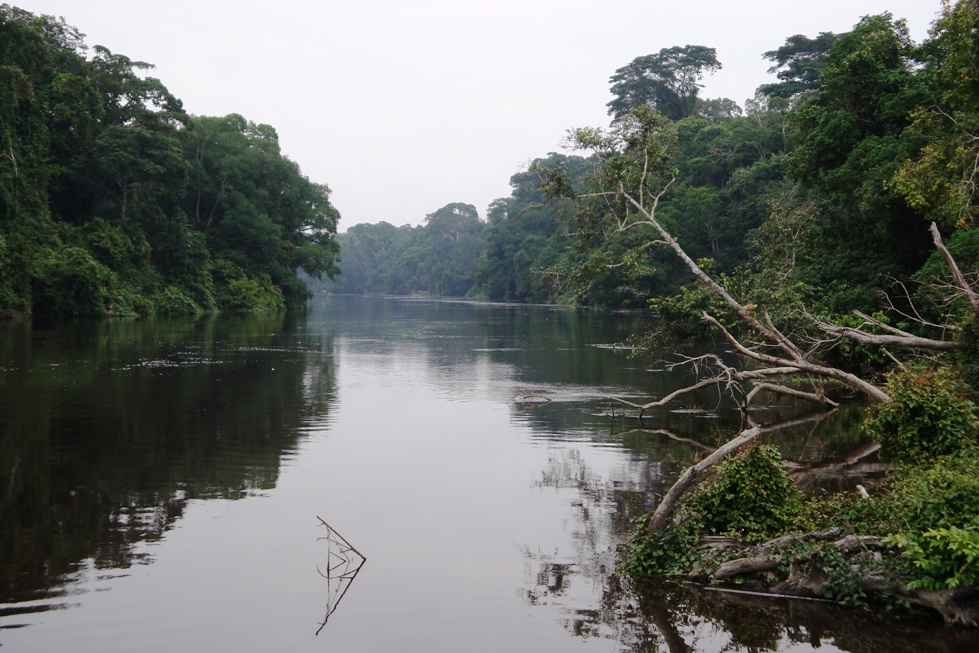
Vegetació exuberant a la riba del Dja

La vegetació, sobretot en la pluvisilva, és extremament rica i diversificada. Els arbres de cautxú (hule) de diverses espècies i la palmera d'oli són autòctons, així com el café i el cotó; entre els arbres fruiters figuren el bananer i la palmera cocotera. També són nombrosos els arbres de fusta noble, amb una gran varietat d'espècies com: teca, cedre o caoba.
A les àrees inundades permanentment dominen les palmeres de ràfia. Les que només s'inunden estacionalment contenen clusiàcies i sapotàcies.

## Fauna

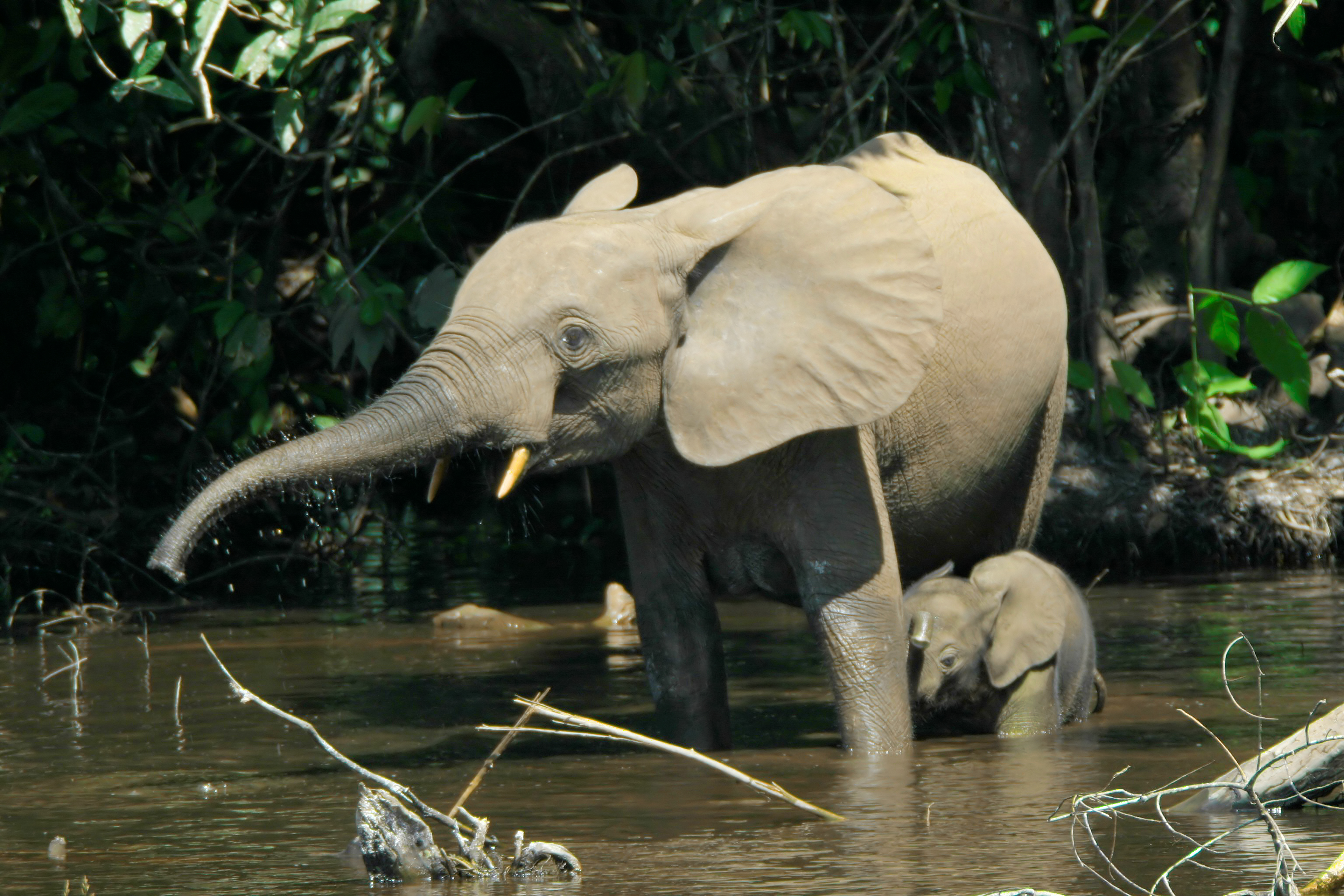
Elefant de selva

La vida animal hi és també abundant i variada, amb importants poblacions d'espècies en perill d'extinció, com el goril·la de les planes i el de costa. Entre els grans mamífers destaquen l'elefant de selva (Loxodonta cyclotis), i els ocapi (Okapia johnstoni). Els rèptils són nombrosos i hi ha mambes, pitons i cocodrils. Les espècies d'amfibis, rèptils i insectes hi són molt nombroses i moltes encara són desconegudes. Hi abunden els insectes, sobretot les formigues, tèrmits i mosquits, com l'Anopheles, amfitrió del paràsit de la malària; un altre insecte portador de malalties infeccioses, que es troba sobretot a les terres baixes, és la mosca tse-tse, que propaga la malaltia de la son.

## Estat de conservació i població
El seu estat és vulnerable a la desaparició per problemes com la desforestació, la construcció i la caça furtiva. És un ambient molt hostil per a l'ésser humà, i roman en el seu estat primigeni. La població humana hi és baixa i limitada als rius principals, on es dedica a la caça i pesca. Un dels grups humans nadius de la selva del Congo són els pigmeus.

## Àrees de la selva del Congo

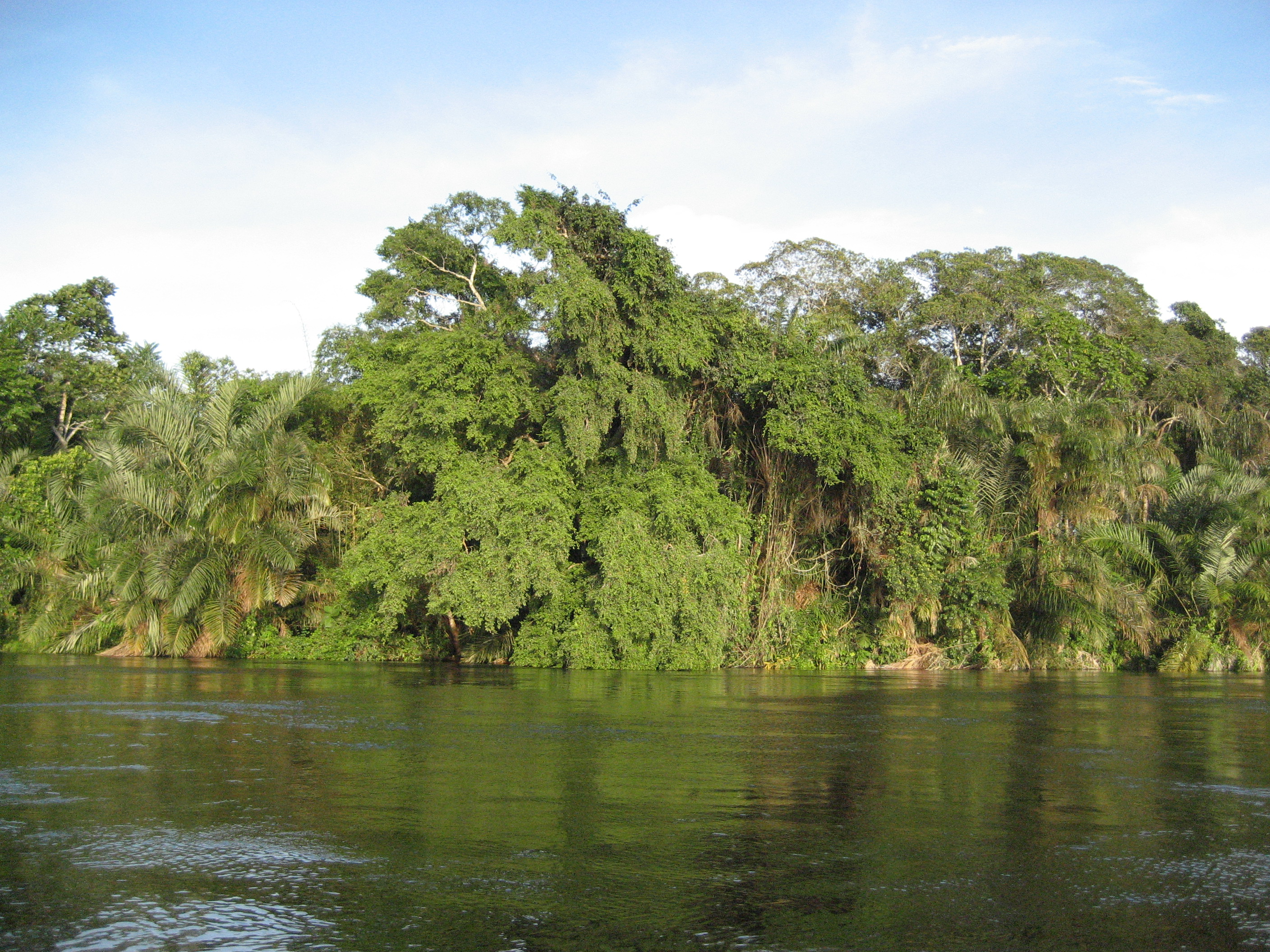
Riu Alima, afluent del Congo

- Selva pantanosa del Congo oriental
- Selva de terres baixes del Congo nord-oriental
- Mosaic de selva i sabana del Congo meridional
- Selva de terres baixes del Congo central
- Mosaic de selva i sabana del nord del Congo
- Selva humida de l'oest de la conca del Congo
- Selva costanera del Congo
- Mosaic de selva i sabana del Congo occidental
- Selva humida del centre de la conca del Congo
- Selva alta albertina
- Selva pantanosa del Congo occidental
- Selva costanera equatorial atlàntica
- Selva baixa insular del golf de Guinea
- Selva alta de Bioko i mont Camerun
- Boscos dels altiplans del Camerun
- Selva costanera del Cross-Sanaga i Bioko
- Selva de transició del Cross-Níger
- Selva pantanosa del delta del Níger
- Selva baixa de Nigèria

## Galeria

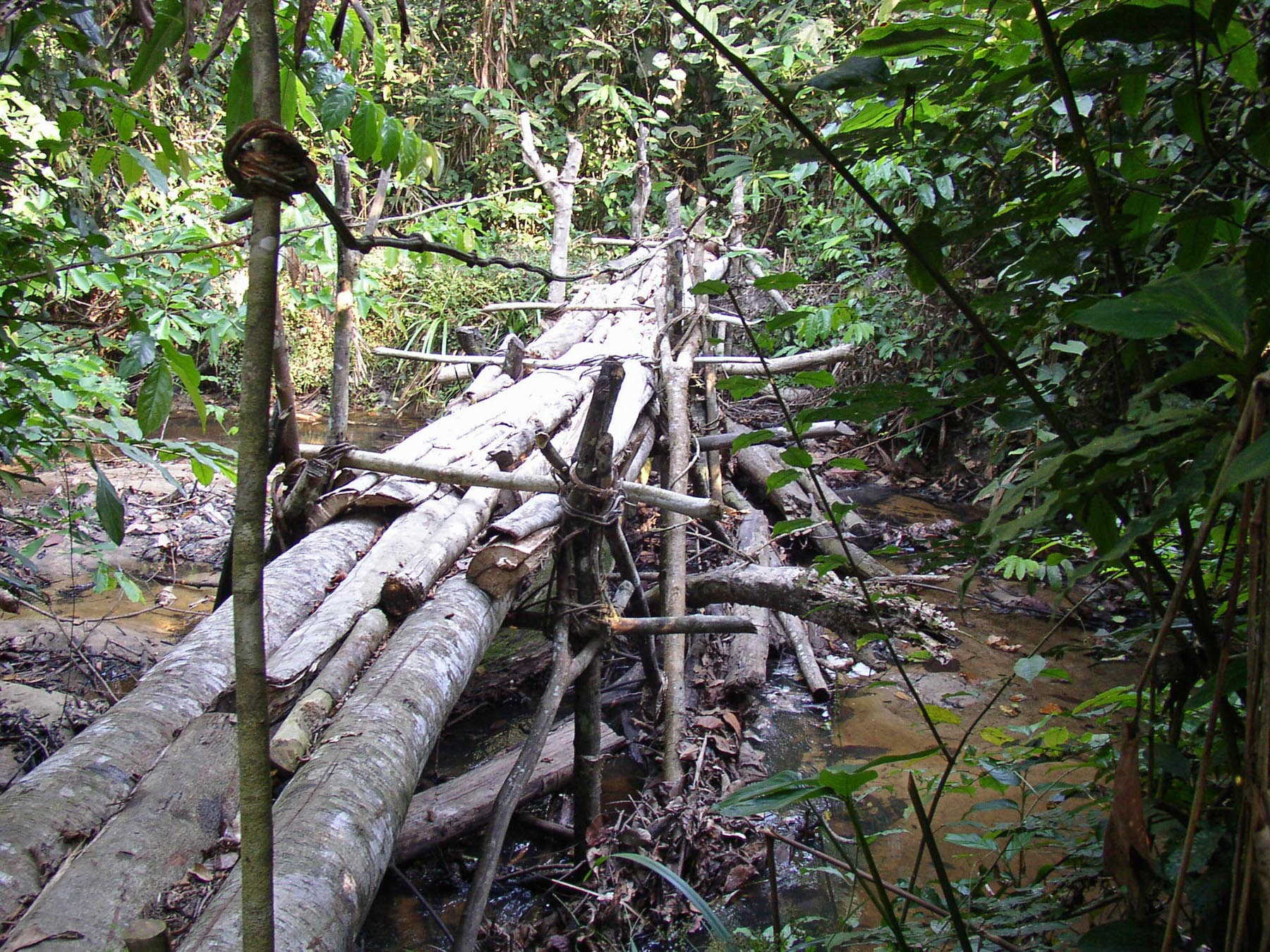
Reserva d'ocapis al nord-est de la RD del Congo
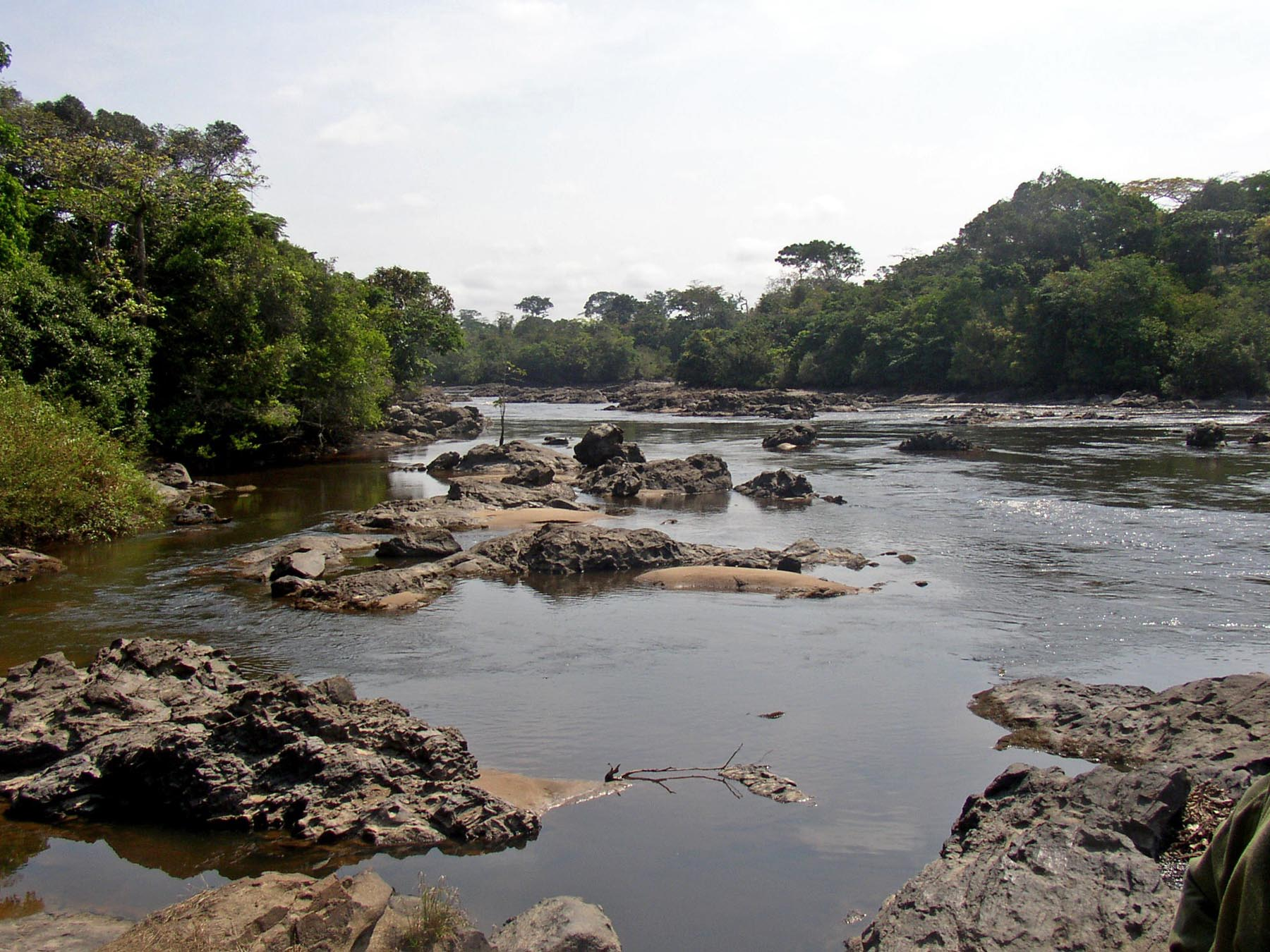
El riu Epulu
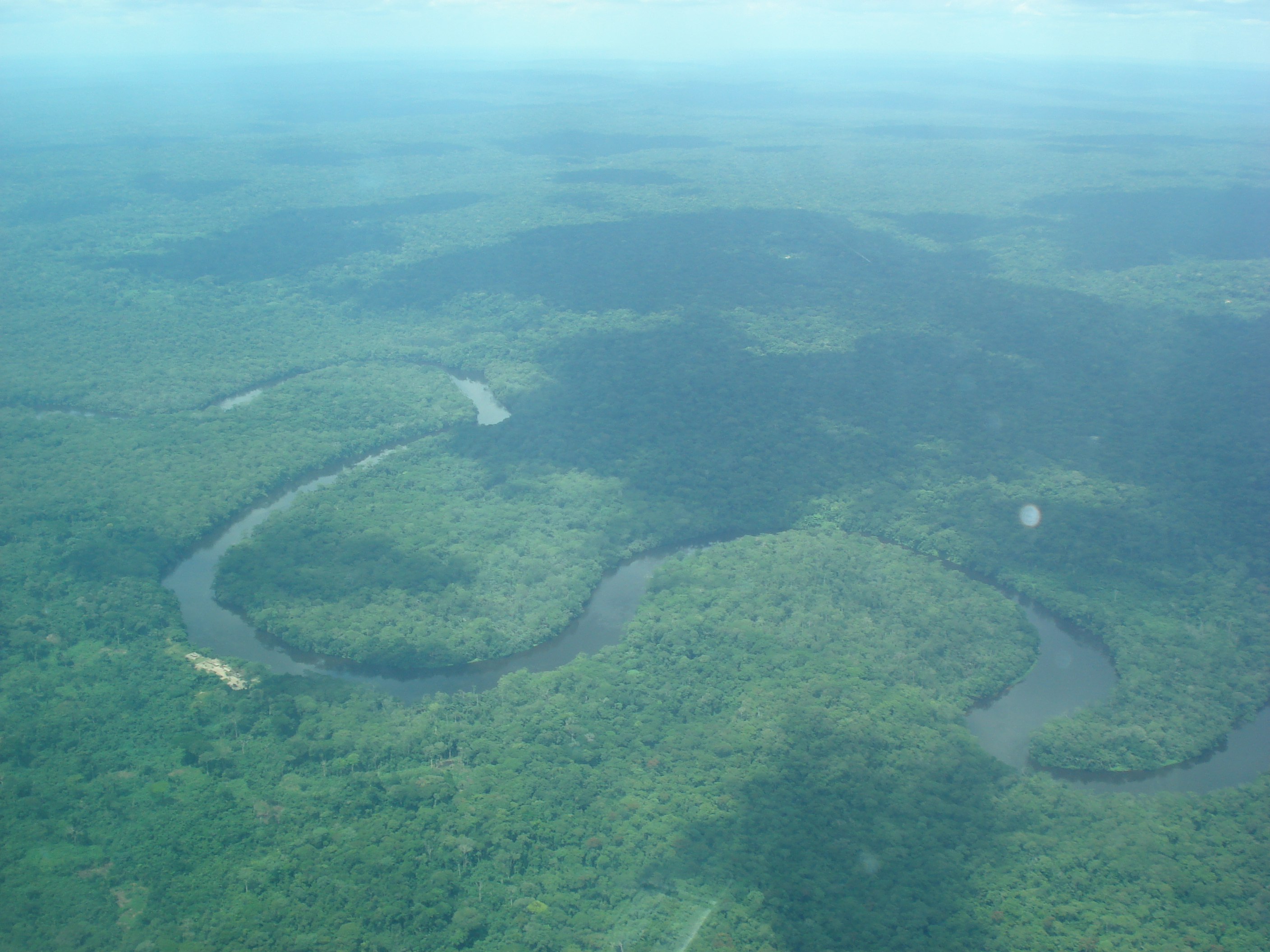
Vista aèria del riu Lukenie a la regió central de la RD del Congo
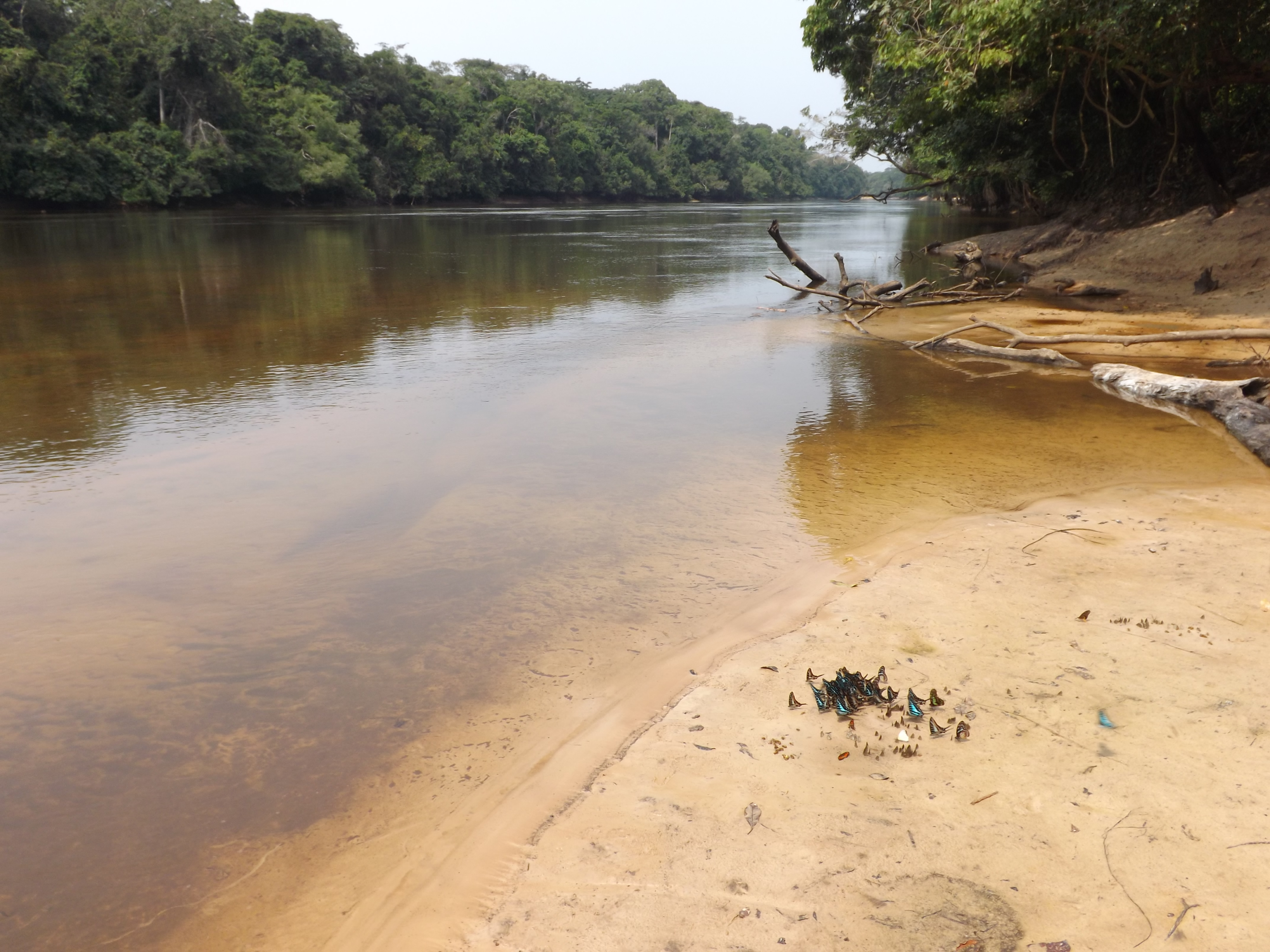
El riu Lomami en la RD del Congo
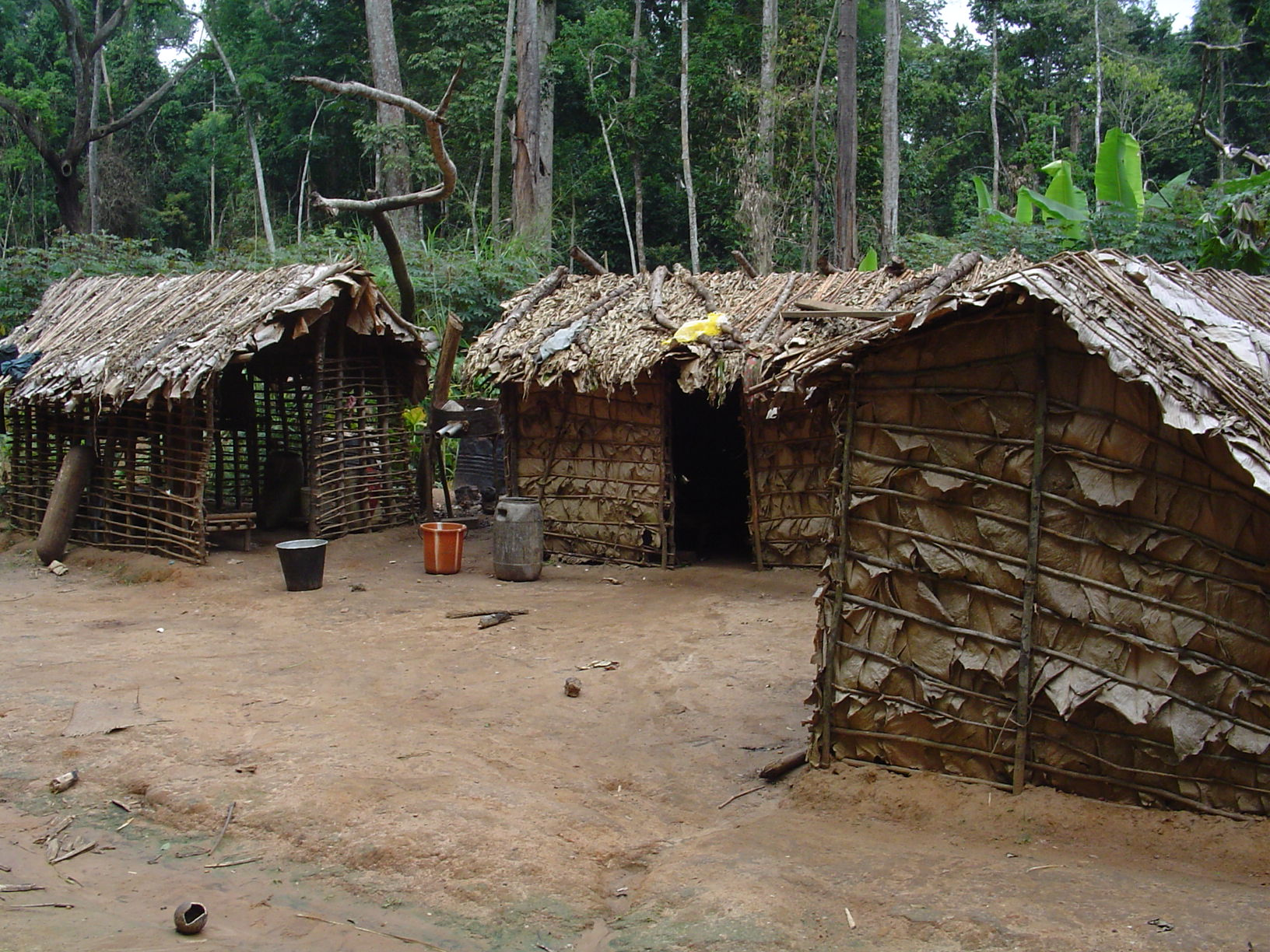
Cases de pigmeus, a l'interior de la selva
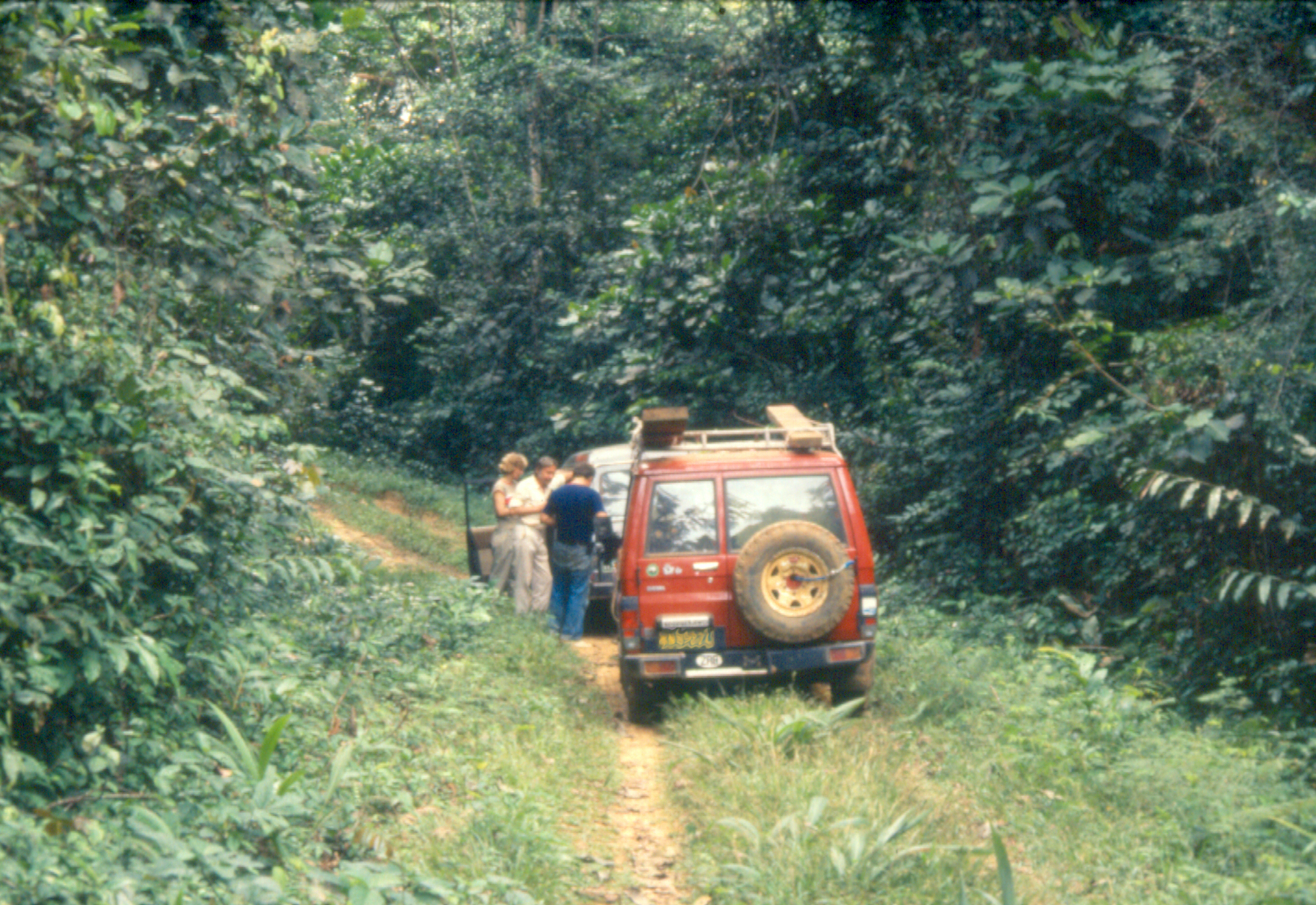
La selva del Congo a la carretera que uneix Ubundu amb Kisangani, a la RD del Congo